# Tesla Cybertruck
Il Tesla Cybertruck è un pick-up a 4 porte a propulsione elettrica dotato di batteria agli ioni di litio ricaricabile progettato dalla casa automobilistica statunitense Tesla e prodotto dalla fine del 2023.
In principio al debutto nel 2019 non è stato considerato un mezzo definitivo quanto, più propriamente, una concept car, e negli anni seguenti la presentazione è stato soggetto a numerose modifiche strutturali nonché ritardi progettuali, per adeguarsi alle norme di omologazione dei vari Paesi in cui è prevista la commercializzazione.

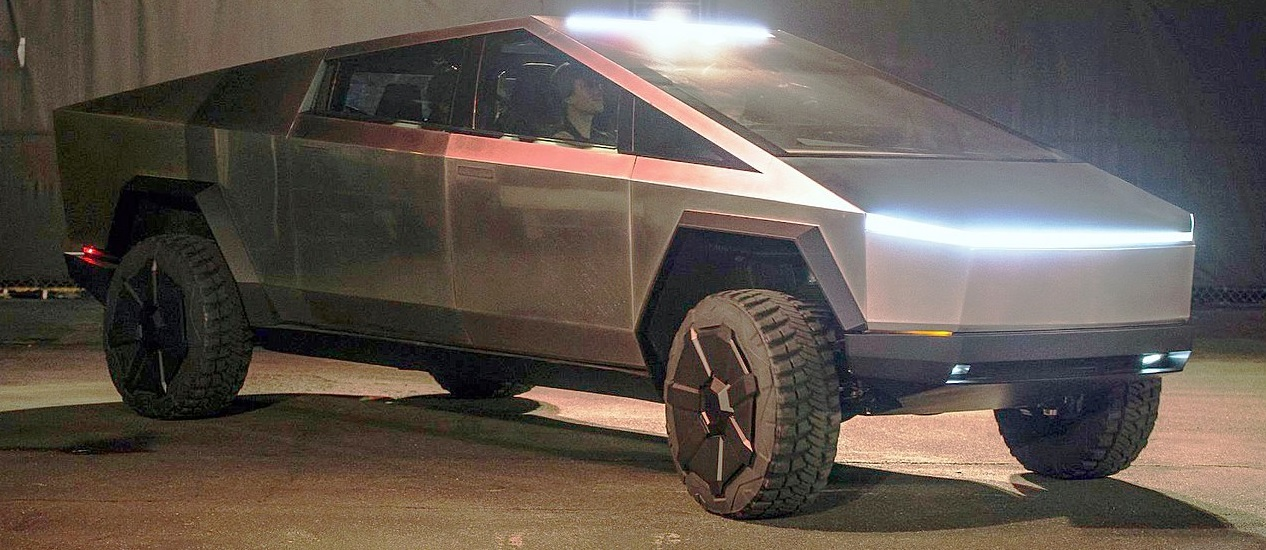
Il prototipo del 2019

Uno dei primi esemplari prodotti è stato battuto all'asta dal Petersen Automotive Museum per circa 400 mila dollari.

## Presentazione
La presentazione è avvenuta il 21 novembre 2019 presso il Tesla Design Studio di Hawthorne, in California. Non è un caso che l'evento sia stato programmato lo stesso mese, anno e luogo in cui fu ambientato il film Blade Runner, di cui il Cybertruck  riprende gli stilemi. 

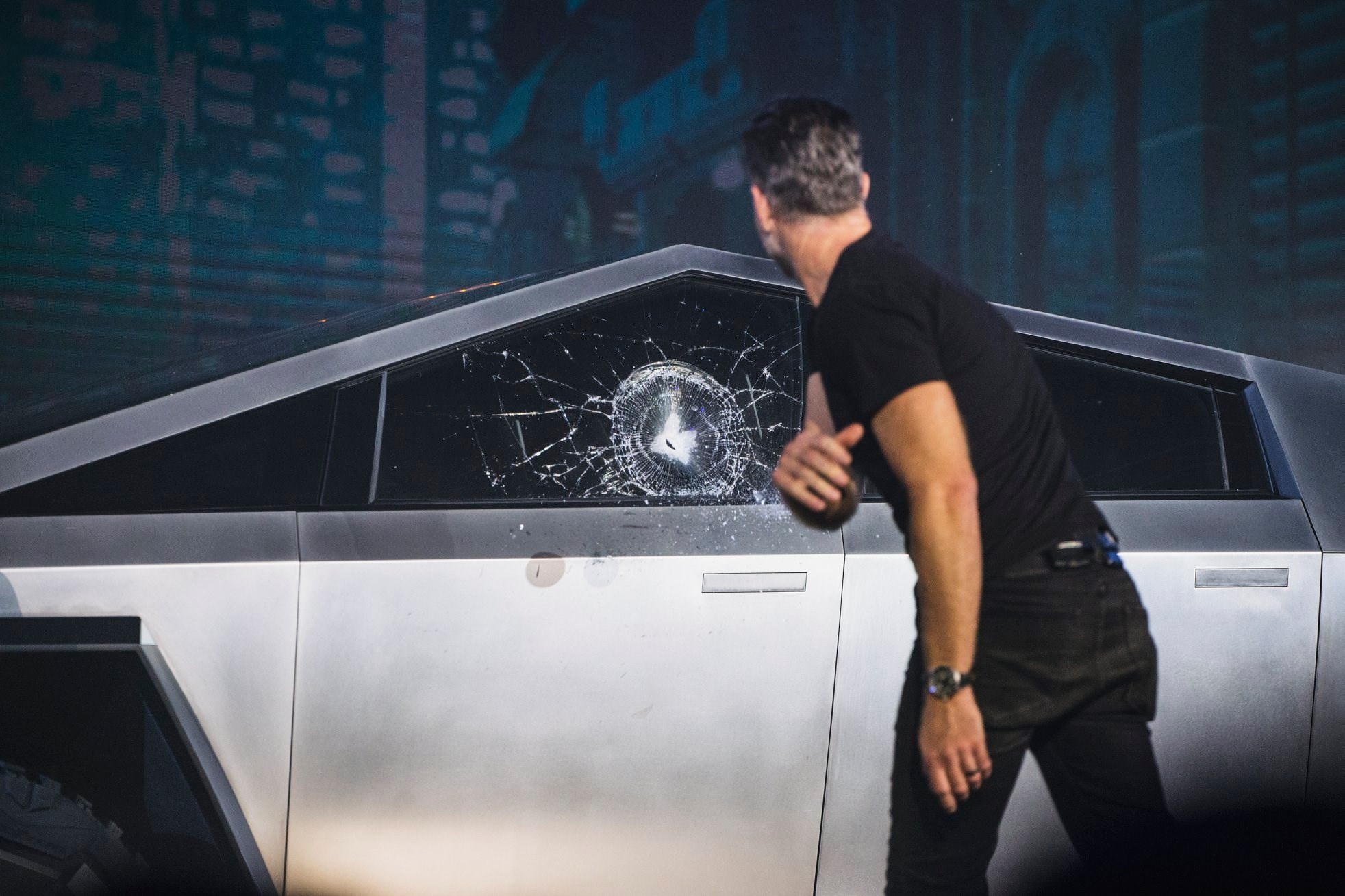
La rottura del vetro alla presentazione

Per dimostrare la resistenza del veicolo e la supposta infrangibilità dei vetri, il designer Franz von Holzhausen ha scagliato una palla in acciaio contro i vetri laterali, i quali, tuttavia, si sono rotti. Il CEO di Tesla Elon Musk si è giustificato dicendo che durante le prove condotte poco prima della presentazione i vetri avevano resistito all'urto.
Nonostante questo inconveniente, in cinque giorni il veicolo aveva già ricevuto 250 000 pre-ordini.
Nella parte finale della presentazione del Cybertruck, si è intravisto un quad, denominato Tesla Cyberquad. Una versione giocattolo di quest'ultimo, guidabile da bambini, è stata poi commercializzata da Tesla.
L'evento di consegna ufficiale a clienti privati dei primi Cybertruck definitivi si è tenuto il 30 Novembre 2023 presso la Giga Factory di Austin in Texas.

## Design
Il Cybertruck utilizza un telaio monoscocca definito "esoscheletro", come la maggior parte delle autovetture, invece che un telaio a longheroni con carrozzeria separata tipico dei pick-up, in quanto questo tipo di configurazione impedirebbe l'alloggio del pacco batteria sotto il pianale. Per la carrozzeria sono stati utilizzati dei pannelli in acciaio inox laminati a freddo con spessore di 3 mm che non possono essere curvati come sulle vetture convenzionali ma solo piegati lungo linee rette; il design risulta squadrato e geometrico ed è stato paragonato ai low-poly o agli origami. La lamiera di acciaio inossidabile esterna può resistere a colpi di proiettili calibro 9 mm.

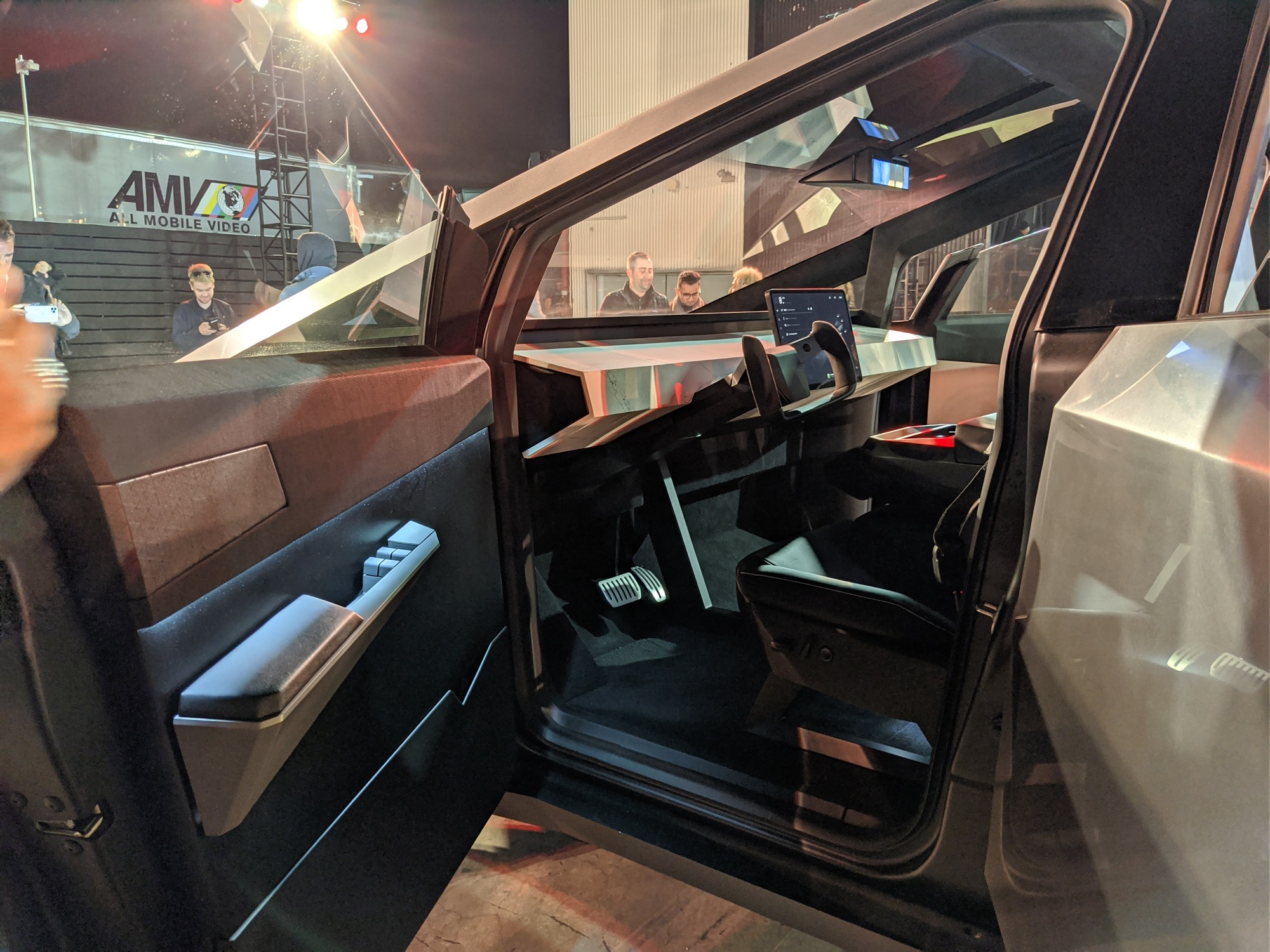
Posto guida del Cybertruck

L'interno è caratterizzato da linee rette ed elementi minimalistici e, nel pieno rispetto della tradizione Tesla, al centro del cruscotto c'è un display da 17 pollici montato orizzontalmente. L'abitacolo ha 6 posti a sedere disposti su due file, con il sedile centrale anteriore che può essere ripiegato e trasformato in un bracciolo centrale. Lo specchietto retrovisore centrale è digitale e funziona attraverso una telecamera posteriore, non sono presenti specchietti retrovisori tradizionali.
Il cassone posteriore è lungo 2 m ed è dotato di un portellone con pedana estraibile per facilitare il carico. Il vano di carico è inoltre dotato di un tettuccio elettrico.

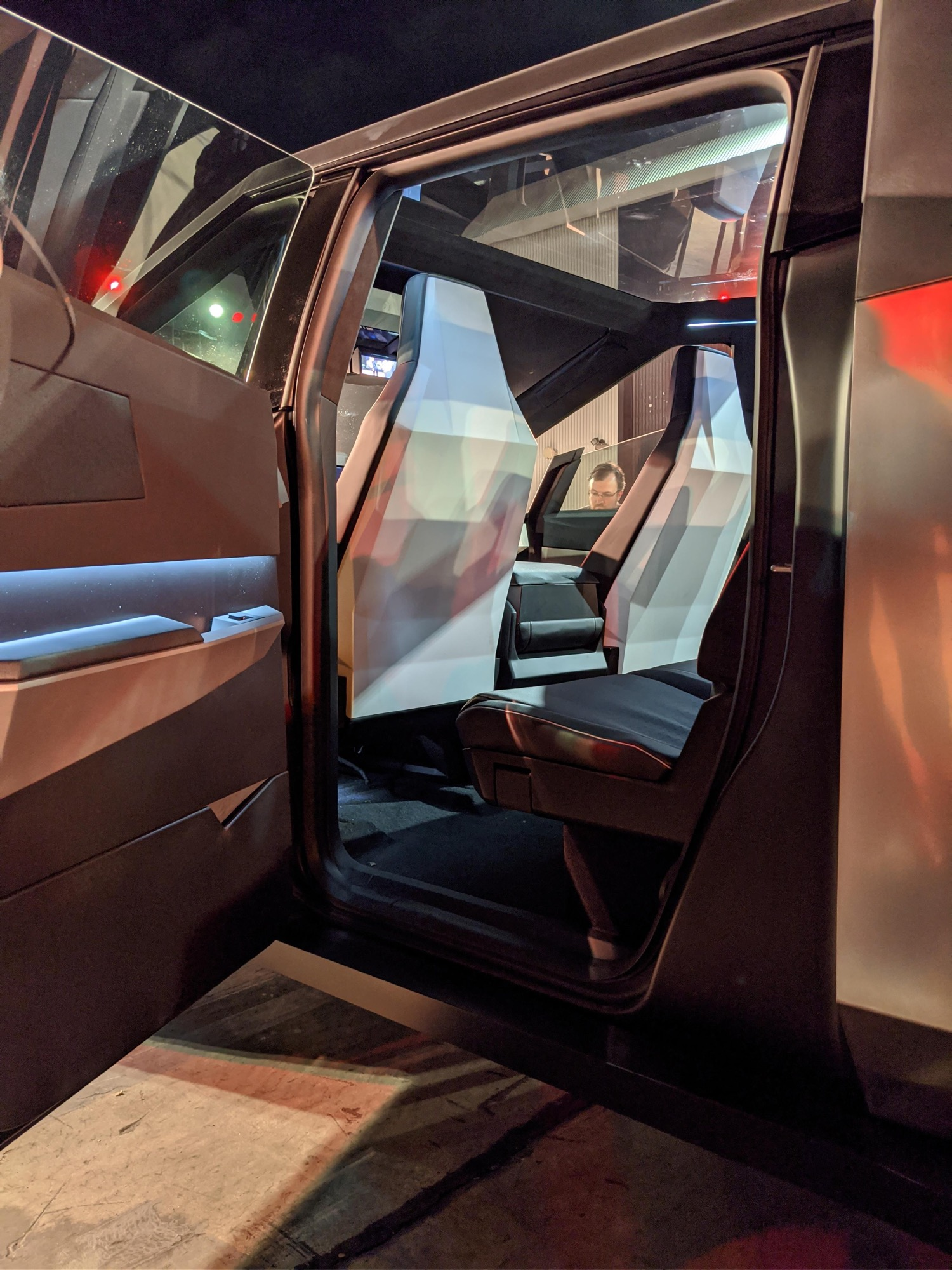
Gli interni del Cybertruck

## Caratteristiche tecniche
Sono previste 3 versioni: Single Motor RWD, Dual Motor AWD, Tri Motor AWD.
La versione Single Motor RWD avrà: accelerazione 0–100 km/h in 6,5 s, autonomia di più di 400 km, trasmissione a motore singolo posteriore, vano di carico da quasi 3 m³, lunghezza del vano di 2 m, capacità di traino di 3 400 kg, autopilot e sospensioni pneumatiche adattive di serie, altezza da terra fino a 40,64 cm, 6 posti a sedere.
La versione Dual Motor AWD avrà: accelerazione 0–100 km/h in 4,5 s, autonomia di più di 482 km, trasmissione a due motori integrale, vano di carico da quasi 3 m³, lunghezza del vano di 2 m, capacità di traino di 4 535 kg, autopilot e sospensioni pneumatiche adattive di serie, altezza da terra fino a 40,64 cm, 6 posti a sedere.
La versione Tri Motor AWD avrà: accelerazione 0–100 km/h in 2,9 s, autonomia di più di 800 km, trasmissione a tre motori integrale, vano di carico da quasi 3 m³, lunghezza del vano di 2 m, capacità di traino di 6 350 kg, autopilot e sospensioni pneumatiche adattive di serie, altezza da terra fino a 40,64 cm, 6 posti a sedere.
Il Cybertruck utilizza delle sospensioni attive che livellano il mezzo in base al peso del carico trasportato. La presenza a bordo di un inverter consente di alimentare apparecchi elettrici con una tensione che va da 120 a 240 V.

## Premi e riconoscimenti
Nel gennaio 2020 la rivista statunitense Automobile Magazine ha nominato il Cybertruck come "Concept Car of the Year" per il 2019.